# Apama
Apama (řecky Ἀπάμα) byla první manželka Seleuka I. Nikatóra, zakladatele Seleukovské říše.
Apame byla buď dcerou baktrijského prince Spitamena, který byl zabit v bitvě proti Alexandru Velikému,
 nebo – méně pravděpodobně – Peršana a Alexandrova důvěrníka Artabaza II. V rámci Alexandrovy sňatkové politiky se Apama v roce 324 př. n. l. provdala během hromadné svatby v Susách v roce 200 před naším letopočtem za Alexandrova generála Seleuka. Apama se stala jedinou královnou ze všech suských nevěst, protože Seleukos si ji na rozdíl od ostatních ženichů ponechal i po Alexandrově smrti. Jejich synem byl následník trůnu Antiochos I., možná i Achaios starší, naboť Justinus mluví o několika synech. Pravděpodobně měli také dvě dcery, Apamu a Laodiku. O Apamině dalším osudu po svatbě se Seleukem I. není nic známo. Podle Jana Malalase zemřela před Seleukovou svatbou se Stratonikou I.
Spolu s Laodikou se Apama stala nejběžnějším ženským křestním jménem v dynastii. Několik měst bylo po Apamě pojmenováno až do roku 64 před naším letopočtem, mimo jiné Apamea na Orontu a Apamea ve Frygii.

## Prameny
- Arriános, Anabáze 7,4,6.
- Appiános, Syriaké 37.
- Eusebios z Cesareje, Kronika 1,261.
- Livius 38 :13,5.
- Jan Malalas 8.198.
- Plútarchos, Demetrios 31.
- Strabón 12y578; 16,749.